# Theoderik III
Theoderik III (född cirka 652 (?), död 691) frankisk merovingisk kung av Neustrien och Burgund 673, 676–687; av Neustrien, Burgund och Austrasien 675, 676, 687–691. Son till Klodvig II och Balthild, gift med Chrothildis.

## Biografi
De merovingiska kungarna under denna tid var marionettkungar som bollades fram och tillbaka i maktkampen mellan adeln i Neustrien och Austrasien. Den verkliga makten innehades sedan länge av de karolingiska maior domus i respektive kungadöme.
Då Theoderiks bror Chlothar III avled 673 försökte Ebroin, maior domus i Neustrien, tillsätta Theoderik som kung vilket motarbetades av den neustriska adeln. Deras revolt understöddes av Childerik II, kung i Austrasien och bror till Theoderik och den slutade med att Theoderik blev avsatt, klippt och förvisad till klostret Saint-Denis samtidigt som Ebroin tvingades till klostret i Luxeuil.
675 avled Childerik II och Theoderik tillsattes på nytt som kung. Ebroin, som inte fann sig i att inte ha blivit återvald till maior domus, lanserade en motkandidat till tronen, en Klodvig III som också sades vara son till Klodvig II. Han stöddes av adeln i Austrasien och ersatte Theoderik på tronen. 676 hade Ebroin återvunnit sin forna maktställning och han övergav därför Klodvig II och lät återinsätta Theoderik vilket inte sågs väl av den austrasiska adeln. 
Adeln upptäckte då att Sigibert III:s son Dagobert inte var död som man trott tidigare utan levde på ett kloster på Irland och de lyckades få honom tillsatt som kung. Han mördades 679 och Theoderik återfick den frankiska kronan som 680 helt underställdes Pippin av Heristal då denne intog platsen som maior domus i Austrasien. Detta utlöste ett krig mellan Neustrien och Austrasien. 
Efter sju års krig led Theoderik ett svårt nederlag i slaget vid Tertry vilket slutgiltigt tömde den merovingiska ätten på all kraft. Pippin behöll Theoderik som kung för att ge sin regim erforderlig legitimitet och vid Theoderiks död 691 lät han av samma anledning kungens son Klodvig IV ärva kronan.